# Кацала, Гжегож
Гжегож Кацала (пол. Grzegorz Kacała, родился 15 марта 1966 года в Гданьске) — польский регбист, выступавший на позиции восьмого. Первый и единственный на текущий момент польский профессиональный регбист — победитель Кубка Хейнекен, выиграл трофей в сезоне 1996/1997 в составе французского «Брива».

## Биография
Кацала начинал свою карьеру в польском чемпионате, выступая за команды «Лехия» и «Огниво». На стыке 1980-х и 1990-х годов он уехал играть во Францию, где и сделал свою регбийную карьеру. За сборную Польши он провёл 30 игр. Во Франции выступал за команды «Олимпик Лё Крезо», «Гренобль» и «Брив Коррез», также играл за валлийский «Кардифф». В сезоне 1992/1993 он дошёл с «Греноблем» до финала чемпионата Франции, где проиграл команде «Кастр Олимпик» со счётом 11:14 из-за судейской ошибки. В составе «Крезо» провёл 4 сезона. В 1997 году он принёс «Бриву» титул обладателя Кубка Хейнекен, когда в финале был переигран английский клуб «Лестер Тайгерс» (25 января 1997, победа 28:9), а Кацала получил приз лучшего игрока матча. В том сезоне Кацала сыграл 7 матчей в Кубке Хейнекен. В составе «Кардиффа» сыграл 104 игры и набрал 55 очков, из них 16 игр и 5 очков приходятся на Кубок Хейнекен.
6 сентября 1994 года Кацала провёл встречу за звёздную команду «Барбарианс Франсез» против одноимённого британского клуба «Барбарианс» (победа 35:18). Второй матч сыграл 23 ноября 1996 года против ЮАР (победа 30:22). В 1996 году Кацала провёл одну встречу в Суперлиге за клуб по регбилиг ПСЖ, сыграв в самом начале сезона. Он стал первым в истории Суперлиги польским легионером: спустя 21 год вторым таким легионером стал Миколай Оледский из клуба «Лидс Райнос». В 2002 году он завершил карьеру, устроившись работать в тренерском штабе гданьской «Лехии» на сезон 2009/2010.

## Достижения
- Вице-чемпион Франции: 1992/1993
- Вице-чемпион Уэльса: 2000
- Победитель Кубка Хейнекен: 1996/1997